# Cipayung Girang
Cipayung Girang is een bestuurslaag in het regentschap Bogor van de provincie West-Java, Indonesië. Cipayung Girang telt 9655 inwoners (volkstelling 2010).